# Punta Cup
Punta Cup es un torneo amistoso de futbol a nivel internacional que se realiza anualmente en Punta del Este, Uruguay.

## Resumen
Se realiza cada año durante el mes de marzo, donde jóvenes futbolistas de diferentes países y de hasta 18 años de edad tienen la oportunidad de competir en un torneo de primer nivel internacional. El evento se realiza cada año en Punta del Este, Uruguay (más precisamente, en el Estadio Domingo Burgueño Miguel de la ciudad de Maldonado, en Aiguá, en Pan de Azúcar, en el Estadio de San Carlos y en el Ateniense, también de San Carlos).
Es un evento único en toda Latinoamérica y en su tipo, es uno de los tres torneos más importantes a nivel mundial por el nivel de equipos participantes: han participado en las distintas ediciones clubes de la talla de Barcelona y Real Madrid de España; Gremio, Internacional y Santos de Brasil; San Lorenzo, Independiente, Boca Juniors y River Plate de Argentina; Nacional y Peñarol de Uruguay; entre muchos otros.
Entre los futbolistas más famosos que han disputado el torneo, se pueden mencionar a Fernando Gago, Alexandre Pato, Radamel Falcao, Luis Suárez, Luiz Adriano entre otros.

## Ediciones
| Año  | Campeón        | Subcampeón          |
| ---- | -------------- | ------------------- |
| 2004 | Vélez Sárfield | Defensor Sporting   |
| 2005 | FC Barcelona   | Nacional            |
| 2006 | Nacional       | Talleres de Córdoba |
| 2007 | Guaraní        | Grêmio              |
| 2008 | Nacional       | Grêmio              |
| 2009 | Nacional       | Pão de Açúcar       |
| 2010 | Internacional  | Nacional            |
| 2011 | Internacional  | Nacional            |

## Palmarés
| País           | Títulos |
| -------------- | ------- |
| Nacional       | 3       |
| Internacional  | 2       |
| Vélez Sárfield | 1       |
| FC Barcelona   | 1       |
| Guaraní        | 1       |

## Premios individuales
| Año  | Mejor Jugador       | Equipo        | Goleador/es                                | Equipo           | Mejor Arquero  | Equipo      |
| ---- | ------------------- | ------------- | ------------------------------------------ | ---------------- | -------------- | ----------- |
| 2004 | Darío Ocampo        | Vélez         | Luis Escalada                              | Boca Juniors     | Martín Guigou  | Defensor    |
| 2005 | Juan Carlos Carrizo | San Lorenzo   | Luis Suárez Martín Cauteruccio             | Nacional         | Marcelo Grohe  | Grêmio      |
| 2006 | Federico Laens      | Nacional      | Miguel Murillo                             | Juventud         | Rafael García  | Atenas      |
| 2007 | Maylson             | Grêmio        | Michel Rodríguez                           | Grêmio           | Joel Silva     | Guaraní     |
| 2008 | Douglas Costa       | Grêmio        | Douglas Costa                              | Grêmio           | Nicola Pérez   | Nacional    |
| 2009 | Geancarlo Slaviero  | Pão de Açúcar | Bruno Giménez Gino Aguirre Jonathan Leaden | Nacional Peñarol | Luis Mejía     | Fénix       |
| 2010 | Eduardo Colcenti    | Inter         | Rodrigo Tassara                            | Fénix            | Douglas Soares | Inter       |
| 2011 | Tarik Kedes         | Inter         | Nicolás López                              | Nacional         | Klaus Tomaini  | Clarkson SC |